# Onega (rivier)
De Onega (Russisch: Онега) is een 416 km lange rivier in Rusland. De rivier ontspringt in het Latsjameer, dat ze verlaat bij Kargopol, een van de oudste steden van het Russische noorden.
De monding bevindt zich bij de stad Onega: hier stroomt de rivier in de Onegabaai (Onezjskaja Goeba), de zuidoostelijkste baai van de Witte Zee. De gehele rivier behoort tot de oblast Archangelsk.
De Voloshka (rechts), de Kena (links), de Mosha (rechts), de Kodina (rechts), en de Kozha (links) de belangrijkste zijrivieren.
Verder is het gemiddelde debiet bij de bron (Het Latsjameer) is 74,1m³/s. Onderweg vermeerdert het debiet tot het zelfs 505 m³/s meet bij de monding. Bij het plaatsje Porog bevindt zich een van de meetpunten. Hier wordt bij droge perioden 85,7 m³/s gemeten. Bij extreem natte perioden werd er weleens 3100 m³/s gemeten. Maar ondertussen wordt er bij normale waterstand hier 496 m³/s gemeten.
Ook heeft het stroomgebied van de Onega een oppervlakte van 56 900 vierkante kilometer, en is tevens ook een van de belangrijkste waterleveranciers van de Witte Zee, op de Noordelijke Dvina en Mezen na.

## Tracé

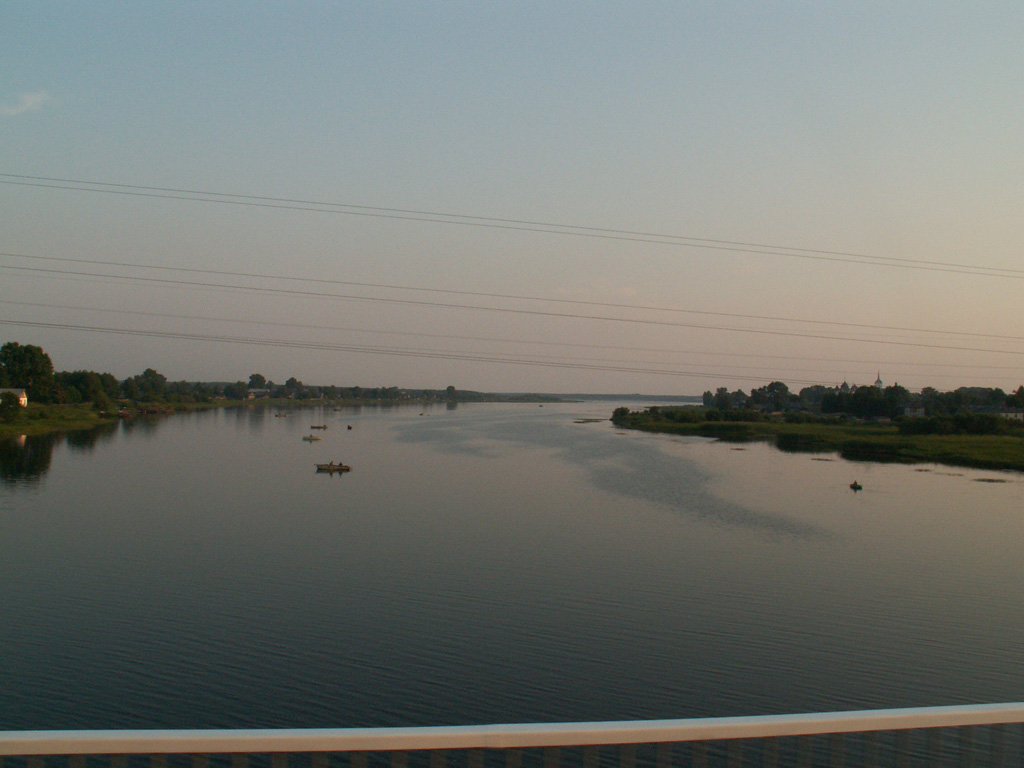
Brug over de Onega in Kargopol

De Onega heeft haar begin in het Latsjameer nabij Kargopol op een hoogte van 117 meter boven de zeespiegel. De belangrijkste rivier die dit meer voedt is de Svid, en kan dus gezien worden als een van de bronrivieren van de Onega. Dit riviertje ontvangt water uit het Vozjemeer, dat op zijn beurt weer water ontvangt uit de Vozhega en de Sovza. Zodra de rivier het meer verlaat, begint zij door de uitgestrekte Russische taiga's te stromen, maar het vlakke rivierdal van de Onega is vanuit de wijde omtrek wel opvallend. Ondertussen bruist de Onega verder en voegen veel grote(re) beken en rivieren zich bij de Onega.
Hierdoor heeft de Onega een groot debiet, maar daarvoor wel een redelijk korte lengte. De rivier stroomt verder door haar dunbevolkte rivierdal en splitst zich vervolgens in de Grote Onega en de Kleine Onega. Later komen deze twee vertakkingen weer bij elkaar, hierdoor hebben ze een groot, maar vlak riviereiland gevormd. Vanuit deze omgeving stroomt de Onega naar Medvedevskaya, om zich daar te verbreden en zo een estuarium te vormen. De invloed van getij is hier ook al waarneembaar. Zo is het verschil tussen eb en vloed zo'n 1,5 meter. De inmiddels bredere Onega passeert vervolgens het gelijknamige plaatsje Onega, om hier de Onegabaai, een van de baaien van de Witte Zee in te stromen.

## Fotogalerij

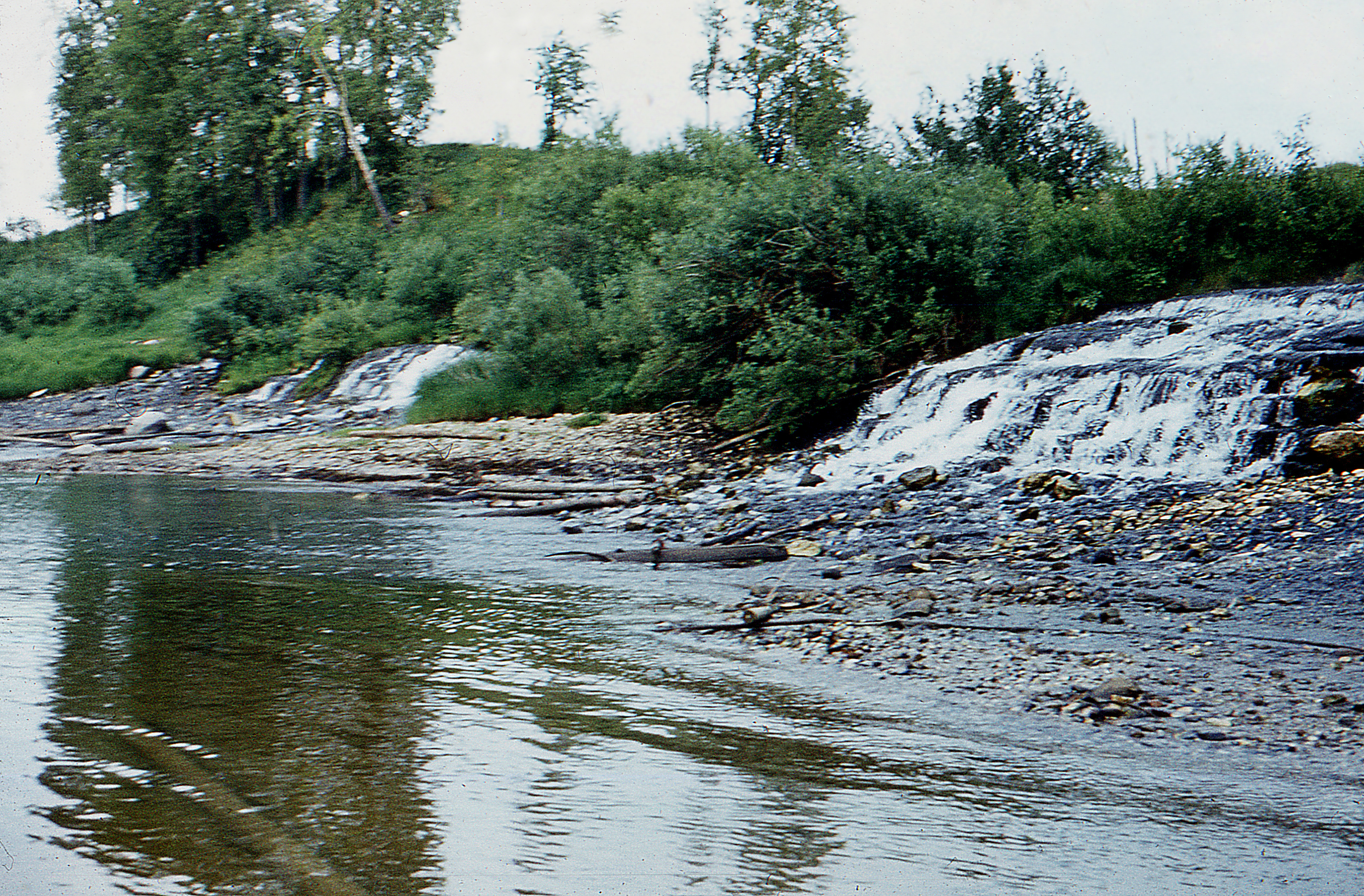
De Onega
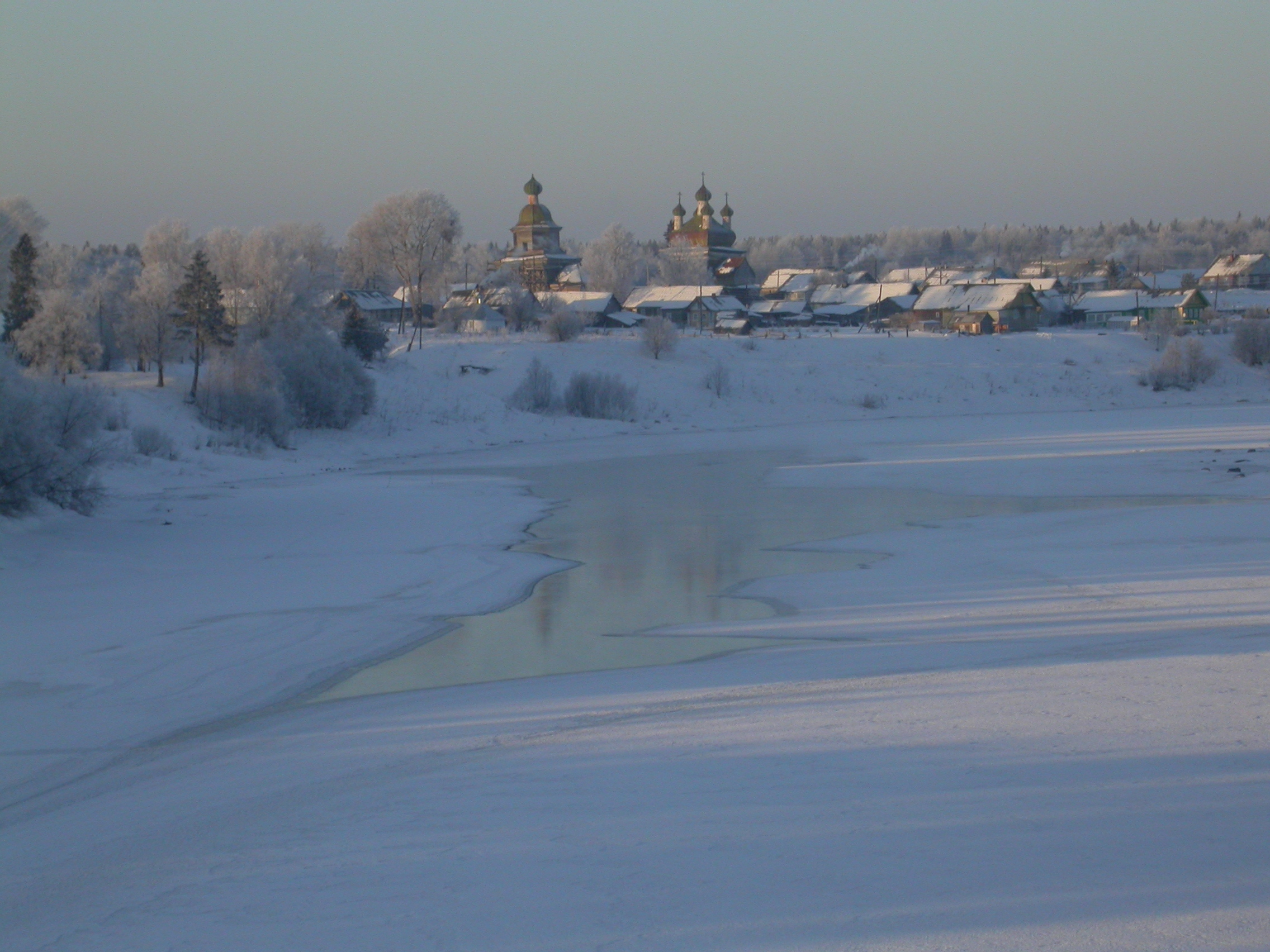
De Onega in de winter
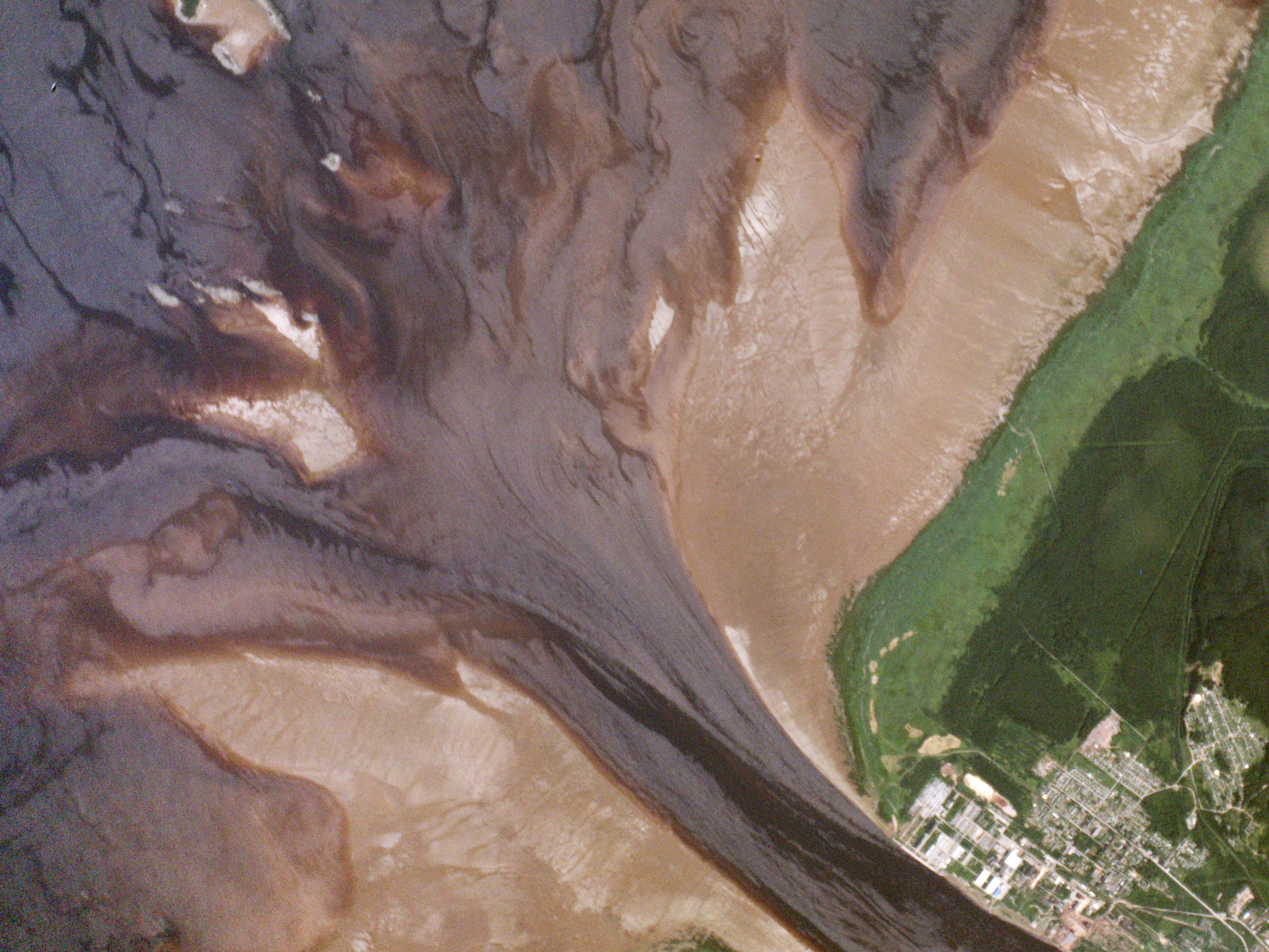
Delta van de Onega
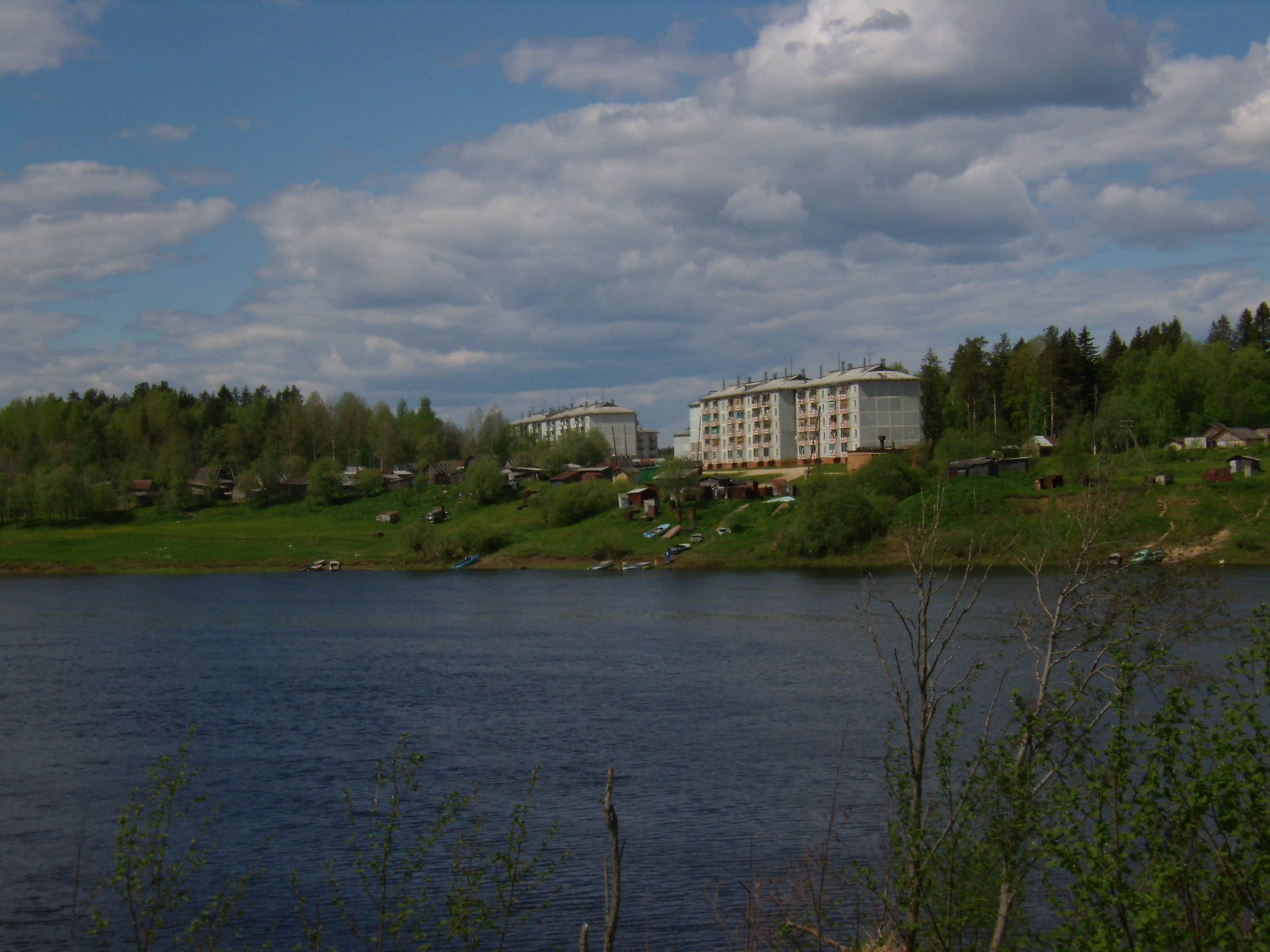
De Onega

- Gemeinsame Normdatei: 4116764-8
- Nationale Bibliotheek van Tsjechië: ge494036